# 가토 도모히로
가토 도모히로(일본어: 加藤 智大, 1982년 9월 28일~2022년 7월 26일)는 일본의 살인자이다. 아키하바라 살인 사건의 피고인이다.

## 유년기
아오모리현 아오모리시 출신인 가토는 부모와 남동생 1명의 4인 가족으로, 교육열이 매우 높은 부모 밑에서 자라났다. 이웃 주민들의 증언에 따르면 부모는 비교적 엄격하여, 가토가 집 밖으로 쫓겨나 있는 모습이 심심치 않게 목격되었다고 한다. 한편 가토 본인은 초등학교의 졸업문집을 통해 스스로를 성격이 급한 반면 둔감하다고 표현했다.
한편, 가토의 어머니는 가토가 아즈마 신이치로와 같은 나이임을 의식하고 무척 두려워했다고 한다.

## 범행 전후
당시 시즈오카현 스소노시에 살고 있던 가토는 인력파견 업체인 닛켄소교(ja) 소속으로, 도요타 자동차의 계열사인 간토자동차공업(ja)에서 근무하고 있었으나, 사건 며칠 전에 계약기간이 6월까지임을 통보받고 매우 동요했고 사건 사흘 전인 6월 5일에는 출근하여 자신의 작업복이 없어졌다며 당황해했다고 한다. 또 체포된 뒤에는 최근의 가장 큰 불만은 직장 문제였다고 털어놓기도 했다.
한편 범행 이틀 뒤인 6월 10일, 당시 별거중이던 가토의 부모가 아오모리의 본가에 모여 기자회견을 가지고 자식의 행동에 대해 사과했다. 가토의 아버지는 회견 내내 의연한 표정이었으나, 가토의 어머니는 회견 도중 눈물을 쏟으며 무릎을 꿇기도 했다.,

## 체포와 재판
현장에서 현행범으로 체포된 가토는 '세상이 싫어졌다, 사람을 죽이기 위해서 시즈오카에서 아키하바라까지 왔다'고 진술하였으며, 아키하바라를 몇 차례 사전 답사도 했다고 한다. 가토는 비정규직에서 대한 불만과 두려움을 무선 인터넷을 통해 표시해 왔으며, 조사 중 '센다이와 쓰치우라의 사건을 염두에 두고 있었다'고 진술하기도 했다. '쓰치우라의 사건'은 2008년 3월에 가나가와 마사히로가 일으킨 도리마 사건을 가리키며, '센다이의 사건'은 2005년 4월 2일에 오토모 세이지가 일으킨 차량 폭주 사건을 가리킨다. 실제로 가나가와는 가토가 자신의 범행을 본따 칼을 흉기로 사용하였음을 기뻐하기도 했다.
2010년 1월 28일, 도쿄 지방법원에서 무라야마 히로아키 재판장(村山浩昭) 주재로 열린 첫 공판에서 가토는 체포 당시의 당당하고 담담히 경찰 조사를 받던 태도에서 반성, 사과하는 모습으로 변화된 태도를 보였다. 3월 9일 열린 네번째 공판에서는 최초로 당시 피해자들에 대한 증인심문이 이루어졌고, 피해자들은 가토에 대한 사형 선고를 강하게 요구했다.
7월 27일 열린 제16차 공판에서 가토는 범행의 동기에 대해 말이 아닌 행동으로 나타내고 싶었다고 술회하며 그 배경에는 굴욕적이기까지 한 어머니의 엄격한 훈육이 있었다고 밝히며 실제의 사례를 소개했다. 공판에 앞서 비공개로 열렸던 가토의 부모에 대한 심문에서 가토의 어머니는 해당 사례들을 인정했고, 아버지는 이에 대해 자신은 자식 교육에 대해 관여할 수가 없었다고 진술했다.
2011년 3월 24일, 도쿄 지방법원은 가토 도모히로에게 사형을 선고했으며 항소했으나 2012년 9월 12일 2심인 도쿄고등법원 재판부 역시 사형을 판결했다. 2012년 9월 25일 가토 도모히로의 변호인은 정신 장애를 이유로 상고했다. 결국 2015년 2월 2일, 사형이 확정되었다.
2022년 7월 26일 오전, 일본 법무성은 가토 토모히로의 사형이 집행되었다고 발표하였다.

## 같이 보기
- 아키하바라 살인 사건